# SN 2011jd
SN 2011jd – supernowa typu Ia, odkryta 19 listopada 2011 roku w galaktyce A002254+1352. W momencie odkrycia, miała maksymalną jasność 18,3m.